# ベレッタM93R
ベレッタ 93R（Beretta 93R）は、イタリアの銃器メーカーであるベレッタ社が1977年に開発した対テロリズム用マシンピストルである。

## 概要

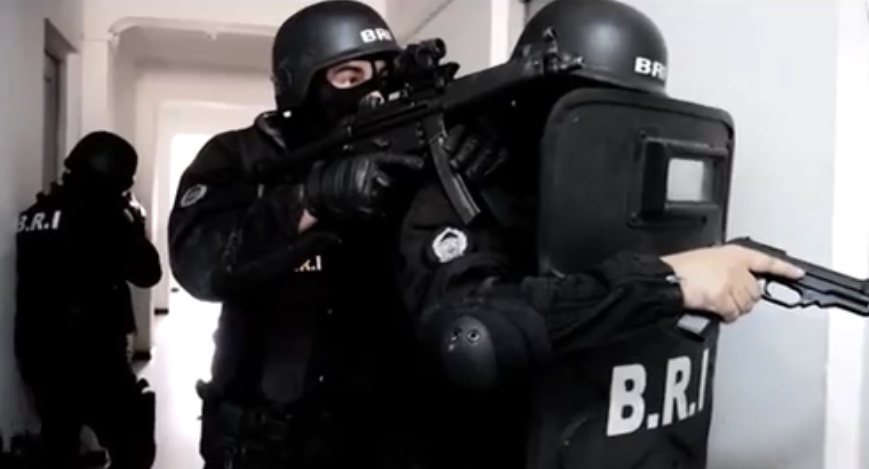
93Rを所持したアルジェリアの特殊部隊要員。

当時のイタリアでは、年々凶悪化・重武装化するテロリストや誘拐犯に対抗するため、要人警護では高い制圧力を持つアサルトライフルや短機関銃等の自動火器が必要とされていた。しかし、実際に警護の対象となる要人は、社会的なイメージの問題から重装備による警護を忌避する場合が多く、そのため、拳銃サイズでありながら高い制圧力を兼ね備えた銃が必要となり、この93Rが開発された。
M1951Rの後継であり、ベレッタ 92をベースとしてロングバレル化・ロングマガジン化され、フォールディング(折り畳み式)ストックも装着でき、セミオート(単射)・3点バースト(3点射)が切り替え可能なモデルとなっている。
使用弾薬は9x19mmパラベラム弾、標準マガジンの装弾数は20発で通常の15発マガジンも使用可能である。

## 特徴
ベースがベレッタ 92であるため、ショートリコイルの形式・上面が切り取られたスライドなど、類似点は多い。
M1951Rの後継として開発された93Rには、M1951Rと同じ特徴がいくつか見受けられる。
- 対テロ用マシンピストルとしての開発。
- ベースモデルのロングバレル・ロングマガジン化。
- フォアグリップの装備。

などがそうであるが、M1951Rと93Rで決定的に違うのは「フルオート機構の廃止・それに代わる3点バースト機構の組み込み」である。
拳銃におけるフルオートというのはストックがあっても制御がしづらく、また、マガジン自体が短機関銃に比べて小さく装弾数が少ない（すぐに弾切れになる）ため、使いこなすには非常に高度な訓練を必要とする。それに対し、3点バーストは「フルオートに比べ連射時の制御が比較的易しくなり、弾の消費も節約できてセミオート（単射）よりも高火力」という利点があった。そのため、93Rではフルオートが3点バーストへ変更になり、また、初弾発射時の跳ね上がりによって次弾の狙いがずれることを考慮し、連射サイクルが非常に速くなっている。
バレルの先端には特徴的なマズルブレーキが備わっており、初期のモデルでは大型のコンペンセイターが設けられていたが、その後、延長されたバレルにガスポートが開いた形式の物に変更されており、ここから噴出するガスの圧力によって銃口の跳ね上がりを抑える効果がある。また、このガスポートの形状は、初期型（長方形6つ）と後期型（菱形3つ）の2種類が存在する。
93Rは3点バースト機能付きのため民間用に販売はされておらず、公的機関からの需要があった時のみ生産・供給されている。
大型のトリガーガードの前端に折りたたみ可能なフォアグリップが取り付けられており、使用法はトリガーに指を掛けない側の手の親指をトリガーガード前方に差し込み、他の四指をフォアグリップに掛けて挟み込む形で握りしめ、リコイルの衝撃を両手で吸収する。ただしトリガーガードが大型化することでトリガーの前部の空間が大きくなり、不意の接触によるトリガーの誤作動の危険性は増すことになる。